# Muhajirun
Muhajirun (arabiska: المهاجرون, Migranterna) kallas den grupp av den islamiske profeten Muhammeds följeslagare som först bodde i Mecka, och sedan lämnade sina hus och egendomar för religionens skull och migrerade till Medina. De muslimer i Medina som välkomnade muhajirun kallas för ansar (Hjälparna). I Medina förklarade Muhammed att alla från muhajirun är bröder till ansar.